# 백플레인

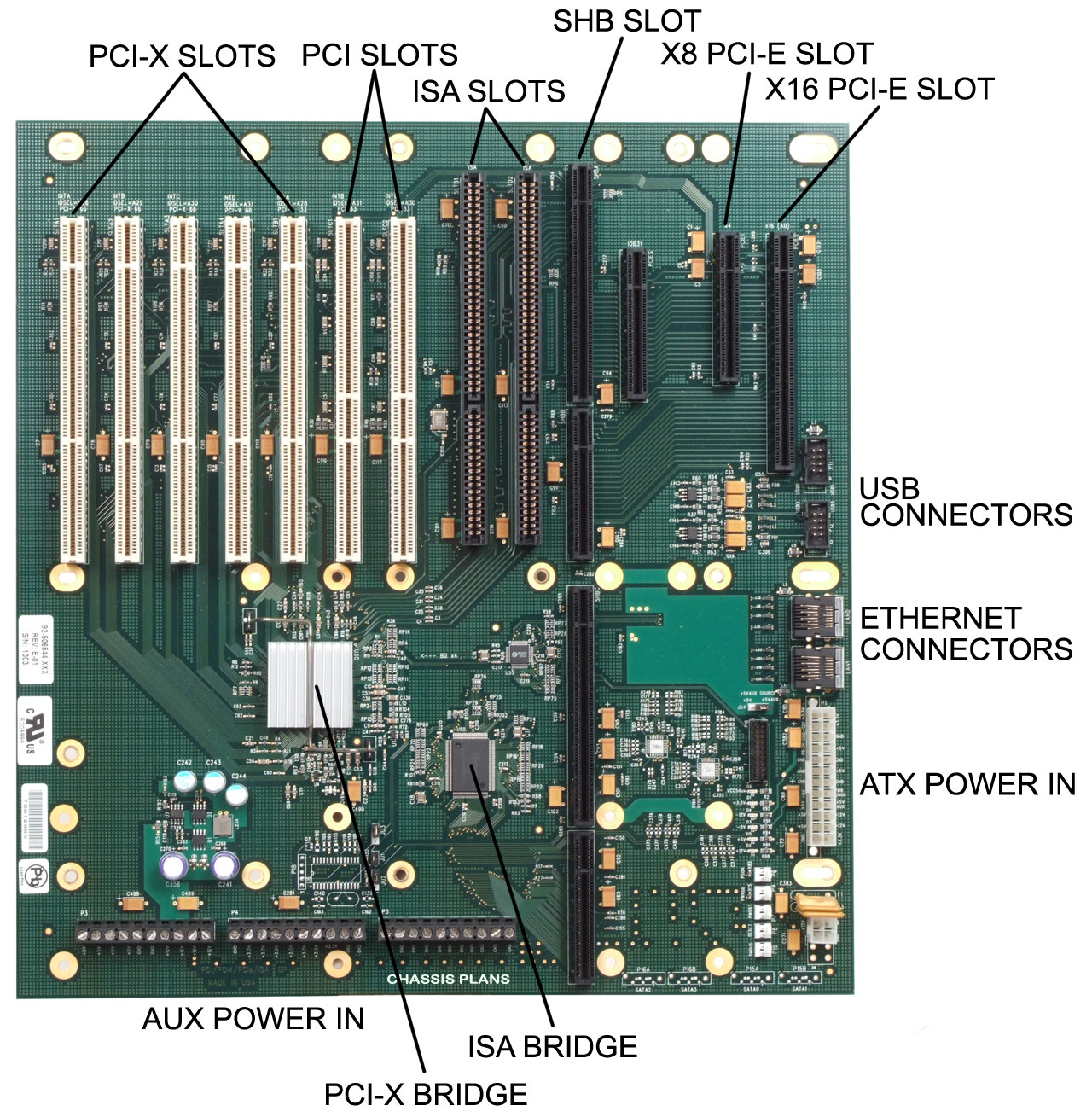
PICMG 1.3 액티브 백플레인의 주요 부품

백플레인(backplane) 또는 백플레인 시스템은 서로 병렬로 연결된 전기 단자 그룹이므로 각 커넥터의 각 핀이 다른 모든 커넥터의 동일한 관련 핀에 연결되어 컴퓨터 버스를 형성한다. 여러 개의 인쇄 회로 기판을 함께 연결하여 완전한 컴퓨터 시스템을 구성하는 데 사용된다. 백플레인은 일반적으로 인쇄 회로 기판을 사용하지만 와이어로 감싼 백플레인은 미니컴퓨터 및 고신뢰성 응용 부문에도 사용되었다.
백플레인은 일반적으로 온보드 처리 및 저장 요소가 없다는 점에서 메인보드와 구별된다. 백플레인은 저장 및 처리를 위해 플러그인 카드를 사용한다.

## 같이 보기
- 메인보드
- 확장 카드
- VXI